# ユニオン郡区 (アイオワ州ブーン郡)
ユニオン郡区は、アメリカ合衆国、アイオワ州、ブーン郡にある17の郡区の一つである。2000年の国勢調査で、人口は503人だった。

## 地理
ユニオン郡区は、93.8平方キロメートル（36.22平方マイル)で、Berkleyが含まれている。
アメリカ地質調査所によると、この郡区はFairviewとMooreの2つの霊園が含まれている。